# 12050 Humecronyn
12050 Humecronyn eller 1997 HE14 är en asteroid i huvudbältet som upptäcktes den 27 april 1997 av Spacewatch vid Kitt Peak-observatoriet. Den är uppkallad efter den kanadensiske skådespelaren Hume Cronyn.
Asteroiden har en diameter på ungefär 7 kilometer och den tillhör asteroidgruppen Koronis.